# Neuwaldegg
Neuwaldegg byl do roku 1892 samostatnou obcí a dnes je městskou částí Vídně v 17. vídeňském městském okrese Hernals jako jedno z 89 vídeňských katastrálních území.

## Geografie
Neuwaldegg leží na severozápad od městské části Dornbach ve Vídeňském lese na hranici Dolního Rakouska. Na jihozápadu sousedí Neuwaldegg s Hadersdorf-Weidlingau v městském okrese Penzing, na severovýchodu s městskou částí Salmannsdorf v městském okrese Döbling a na jihovýchodu s Neustift am Walde a Pötzleinsdorf v městském okrese Währing. Katastrální území Neuwaldeggu má plochu 385,91 hektarů. Průběh hranice pro statistické údaje je poněkud odlišný než stejnojmenné katastrální území.

## Historie
Neuwaldegg byl založen relativně pozdě. Na konci prvního tureckého obléhání Vídně dostal císařský rada Stefan Agler "dvůr a Teuchstatt" se sousední pustou zahradou v území, které se dříve nazývalo „Ober-Aigen“ nebo „Oberes Gut“. V roce 1530 bylo povoleno osídlit zahradu. Agler vlastnil území zvané Neuwaldegger Hof, který císař Ferdinand I. Habsburský povýšil na šlechtické sídlo. Agler byl povýšen na rytíře a v roce 1539 obdržel titul Šlechtic z Paumgarten a Neuwaldegg. V budoucnu disponoval Agler soudní pravomocí uvnitř svého panství. Majetek Agler stále rozšiřoval, až na místě vznikl skvostný zámek Neuwaldegg.
Po 200 letech později, roku 1756 získal majetek polní maršál, hrabě Franz Moritz von Lacy, jako přítel císaře Josefa II. Habsburského (1741-1790). Rozšířil majetek a zřídil anglický park a nechal vybudovat 17 rákosových chat. Skvostně vybavené chaty, které se spojovaly s rozmanitými zábavami až nakonec vznikla vesnička nazvaná Hameau. Mimo to hrabě vybudoval v parku v roce 1794 pro sebe mauzoleum, ve kterém byl roku 1801 také pohřben. Později majetek přešel na šlechtickou rodinu Schwarzenbergů, kteří postupně přesunuli umělecké sbírky z Neuwaldeggu na své panství do Českého Krumlova. Dřívější Neuwaldegger Park dostal název Schwarzenbergpark.
Po připojení obcí k předměstím Vídně v roce 1850, začalo se v sedmdesátých letech mluvit o připojení předměstí. Téměř všechna předměstí byla proti tomuto návrhu. Ale na požadavek císaře Františka Josefa Habsbursko-Lotrinského (1830-1916) v jeho proslovu v roce 1888 rozhodla zemská rada sloučení předměstí k Vídni. Příslušný zákon vstoupil v platnost dnem 1. ledna 1892 a sloučil Neuwaldegg, Dornbach a Hernals k 17. vídeňskému okresu Hernals. Neuwaldegg byl tenkrát jen velmi malou vesnicí s 355 obyvateli.
Park i zámek postupně zanikl. V roce 1951 získala nakonec zámek vídeňská arcidiecéze, zámek přestavěla a od roku 1975 slouží jako vzdělávací dům. Park v roce 1958 získalo město Vídeň a dnes je přístupný veřejnosti.

## Pamětihodnosti
- Zvláštností je zámek Neuwaldegg a Schwarzenberský park, první krajinná zahrada v Rakousku.
- Na Neuwaldeggerské cestě je dřívější „Artaria-Villa“ (dnes studentský domov) a významný „Gästehaus Neuwaldegg" (dům pro hosty), který postavil Franz Wawrla.
- V letech 1921 až 1924 bylo podle návrhů architekta Adolf Loos (1870-1933) postaveno sídliště „Wien West" (také „Heubergsiedlung“) a zachovává svůj výraz.

## Osobnosti
- Max Nettlau (1865–1944) - německý historik
- Margarethe Stonborough-Wittgenstein (1882–1958) - sestra filosofa Ludwiga Wittgensteina (1889-1951)